# Меркуриалий из Форли
Меркуриалий (итал. San Mercuriale; умер ок. 406 года) — святой епископ Форлийский. Дни памяти — 23 мая, 30 апреля, 26 октября (обретение мощей).
Святой Меркуриалий (итал. Mercuriale, лат. Mercurialis) первый епископ Форли (Романья, Италия). Участник собора в Римини в 359 году, святой Меркуриалий был ревностным борцом против язычества и арианства.
Согласно одному из преданий, святой был первым епископом Форли. Он избавил город от дракона. Его изображают подобно великомученику Георгию Победоносцу.
Монастырь и собор в Форли носят его имя.
В 2019 году были представлены результаты лабораторных исследований мощей Сан-Меркуриале, подтверждающие его армянское происхождение.